# Castillo de Sunpu

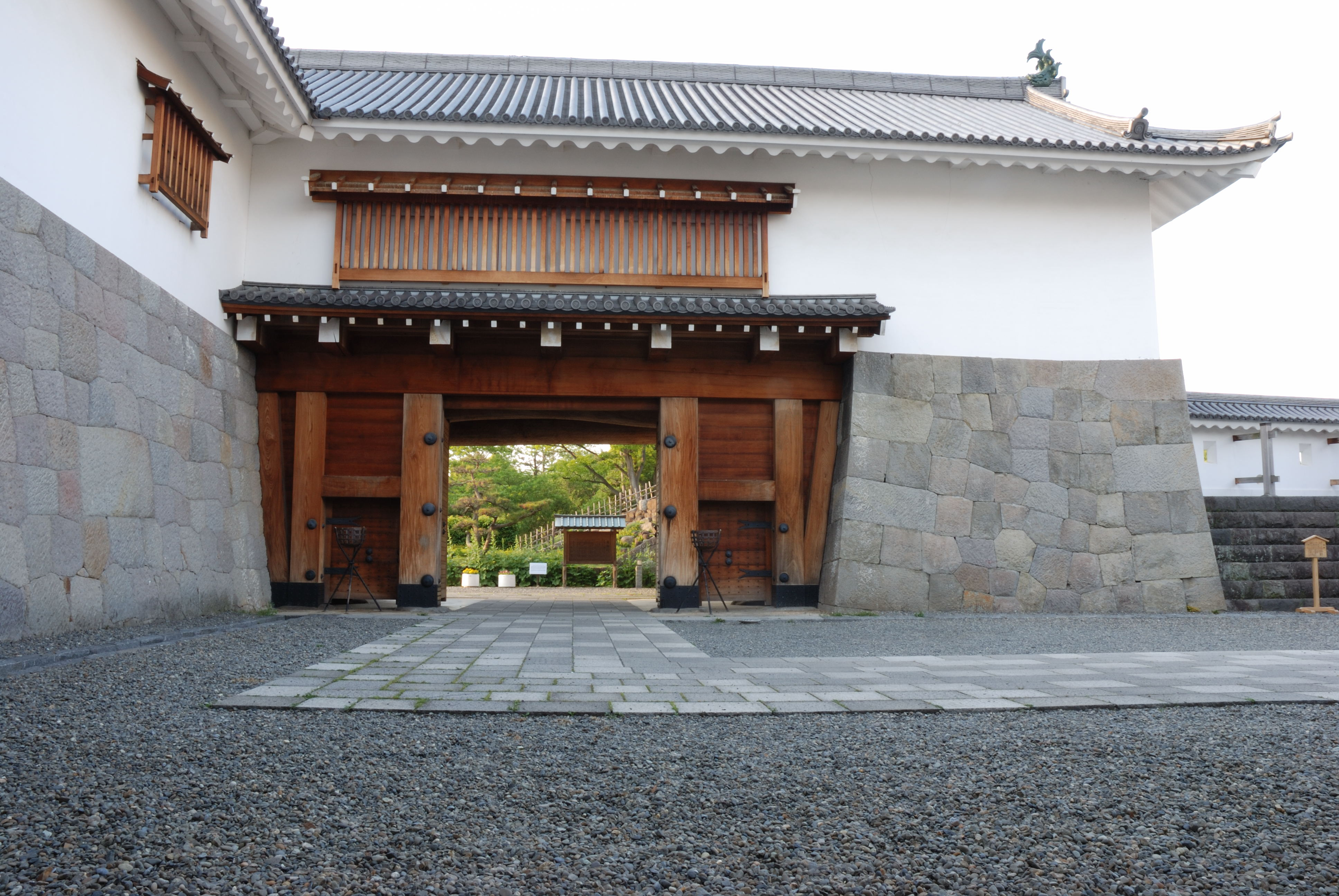
Puerta del Este reconstruida del castillo de Sunpu

El castillo de Sunpu  (駿府城, Sunpu-jō) fue un castillo japonés que se encontraba en la ciudad de Shizuoka, en la Prefectura de Shizuoka, Japón. Tenía el sobrenombre de "castillo de la isla flotante". El castillo fue también conocido como castillo de Fuchū  (府中), Fuchū-jō) o castillo de Shizuoka (静岡城, Shizuoka-jō).

## Historia
Durante el periodo Muromachi, el clan Imagawa dominó la Provincia de Suruga desde su base en Sunpu (la actual ciudad de Shizuoka). No se sabe con certeza cuándo fue construido el castillo en este lugar. Después de que Imagawa Yoshimoto fuera derrotado en 1560 en la batalla de Okehazama, la Provincia de Suruga pasó a las manos del clan Takeda y, posteriormente, a las de Tokugawa Ieyasu, que había pasado su juventud en Sunpu como rehén de Yoshimoto.
En 1585, Ieyasu construyó un nuevo castillo en Sunpu en el lugar que ocupó, aproximadamente, la antigua residencia fortificada de Imagawa. En 1586 fijó su residencia en el castillo junto con su consorte favorita, Saigō-no-Tsubone, y sus dos hijos, Hidetada y Tadayoshi. Saigō murió en el castillo de Sunpu en 1589.  Después de que el clan Hōjō fuera derrotado en la Batalla de Odawara por Toyotomi Hideyoshi, Ieyasu fue obligado a cambiar sus dominios en la región de Tōkai por las provincias de la región de Kantō, y entregó el castillo de Sunpu a Nakamura Kazuichi, vasallo de Toyotomi, en 1590.
Tras la derrota de los Toyotomi en la Batalla de Sekigahara, Ieyasu recuperó Sunpu. Con la formación del shogunato Tokugawa, Ieyasu dio el título de sogún a su hijo Tokugawa Hidetada, y se retiró a Sunpu, donde creó un gobierno en la sombra para mantener el control efectivo del país entre bastidores. Como parte de la política Tokugawa de reducir la fuerza económica de potenciales rivales, se ordenó a daimios de varias partes del país reconstruir el castillo de Sunpu en 1607, con un sistema de triple foso, torre del homenaje y palacio. Cuando esta fortaleza ardió en 1610, se le ordenó a los daimios reconstruirlo inmediatamente, pero esta vez con una torre de siete pisos. Tras la muerte de Ieyasu en 1616, el castillo de Sunpu continuó siendo la sede del gobierno del Dominio de Sunpu, que fue durante la mayor parte de su existencia un tenryō, territorio gobernado directamente por el sogún desde Edo.
Durante este periodo, se nombraron varios supervisores residentes en Sunpu para que hicieran de administradores de la región. Estos oficiales tenían la denominación de Sunpu jōdai (駿府城代) o Sushū Rioban, y eran elegidos frecuentemente de entre los miembros de los Ōbangashira.
En 1635, la mayor parte de la ciudad de Sunpu ardió en un incendio, que afectó también al castillo. En 1638 se reconstruyeron el palacio, las puertas, las torres (yagura) y otras estructuras. No así la torre del homenaje, porque Sunpu era regido por un administrador designado, y no por un daimio.

### Restauración Meiji
Tras la restauración Meiji el último sogún, Tokugawa Yoshinobu, renunció a su puesto y se retiró a Sunpu. Sin embargo no se le permitió trasladarse al castillo de Sunpu, sino que se le dieron las oficionas del antiguo Daikansho de Sunpu como residencia. Su heredero, Tokugawa Iesato, fue nombrado daimio del Dominio de Shizuoka (700.000 koku) en 1868 hasta su abolición un año más tarde, en 1869.
En 1871, el educador americano E. Warren Clark llegó a Shizuoka para enseñar Ciencias.  Poco después dirigió la construcción de una casa de estilo americano en los terrenos del antiguo castillo.  En 1873, Clark se trasladó de Shizuoka a Tokio y se creó una escuela de estilo occidental, el Shizuhatasha (o Shizuhatanoya) en la casa que había sido construida para Clark, que sería dirigida por un misionero canadiense, Davidson MacDonald. McDonald colaboraría más tarde a fundar la Universidad Aoyama Gakuin en Tokio.
Las tierras de castillo acabaron siendo propiedad de la ciudad de Shizuoka en 1889. La mayor parte de los fosos fue rellenada y algunas partes del recinto interior se convirtieron en parques o se usaron como oficinas gubernamentales de la prefectura. En 1896, una gran parte de los terrenos del interior del castillo fueron entregadas al Ejército Imperial Japonés como base del 34º Rgto. de Infantería.

### El castillo hoy
En 1949 se suprimió la base militar, y la administración de la zona pasó al gobierno de ciudad, el cual la convirtió en el Parque Sunpu. En 1989 y 1996 se realizaron diversos proyectos de reconstrucción que recrearon la torre Tatsumi y la puerta oriental.